# Nanoparticella

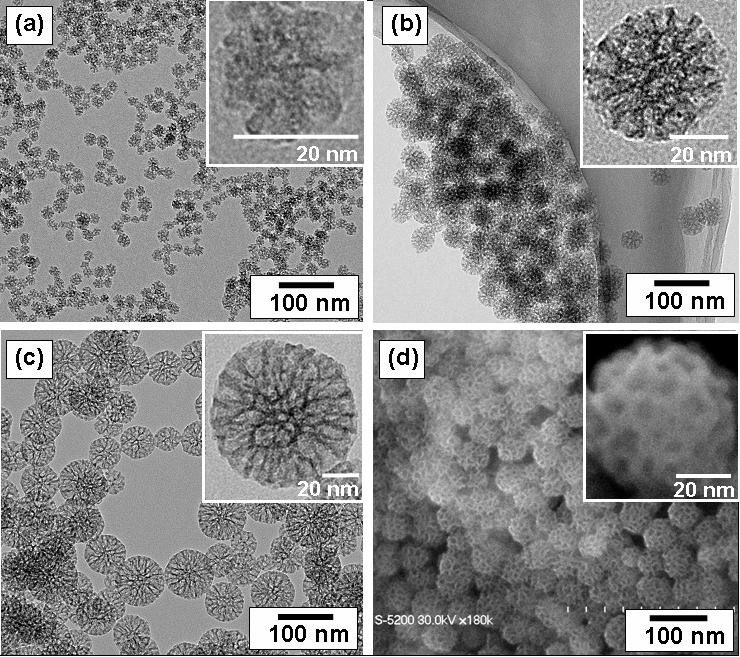
Immagini al microscopio elettronico TEM (a, b, e c) di particelle di silice mesoporosa con diametro esterno medio: (a) 20nm, (b) 45nm, e (c) 80nm. Immagine (d) dal microscopio elettronico SEM corrispondente a (b). Gli inserti ad alto ingrandimento sono di una particella di silice mesoporosa

Con il termine nanoparticella si identificano normalmente delle particelle formate da aggregati atomici o molecolari con un diametro compreso indicativamente fra 1 e 100 nm.
Per dare un'idea dell'ordine di grandezza, le celle elementari dei cristalli hanno lunghezze dell'ordine di un nanometro; la doppia elica del DNA ha un diametro di circa 2 nm. La comunità scientifica non ha ancora determinato una misura univoca: possono essere definite misure diverse a seconda se l'approccio è dal punto di vista chimico, fisico, o della biologia molecolare o anatomia patologica. La dimensione minima è quella della molecola oggetto di studio o valutazione.
Il termine è utilizzato correntemente per indicare nanoaggregati, cioè aggregati molecolari o atomici, con interessanti proprietà chimico-fisiche, che possono essere anche prodotti e utilizzati nelle nanotecnologie.
A volte il termine è utilizzato per indicare particolato ultrafine (in particolare le singole particelle discrete componenti le nanopolveri).
Nanosfere o Nanocapsule:
In campo farmaceutico, sono sistemi a matrice polimerica impiegati per la veicolazione di principi attivi particolarmente citotossici o con rilevanti problemi farmacocinetici. Attualmente alcune formulazioni sono in fase II di sperimentazione.
I nanocarrier sono utilizzati per un trasporto più efficace di farmaci e vaccini all'interno del corpo.

## Introduzione
In nanotecnologia, una particella è definita come un piccolo oggetto che si comporta come un'unità intera in termini di suo trasporto e proprietà. Essa viene ulteriormente classificata secondo la dimensione: in termini di diametro, le particelle sottili coprono un campo che va dai 100 ai 2500 nanometri, mentre le particelle ultrasottili, d'altra parte, vengono classificate tra 1 e 100 nanometri. Le nanoparticelle, in modo simile alle particelle ultrasottili, vengono misurate tra 1 e 100 nanometri. Le nanoparticelle possono o non possono mostrare proprietà relative alle dimensioni diversificate significativamente da quelle osservate nelle particelle sottili o nei materiali massicci. Sebbene la grandezza della maggior parte delle molecole rientri in quanto sopra accennato, le singole molecole di solito non vengono classificate come nanoparticelle.
I nanocluster possiedono almeno una dimensione compresa fra 1 e 10 nanometri e una stretta distribuzione dimensionale. Le nanopolveri sono agglomerati di particelle ultrasottili, nanoparticelle, o nanocluster.
I nanocristalli della dimensione del nanometro, o le particelle ultrasottili a singolo dominio (single-domain), vengono spesso riferite come nanoparticelle nanocristalline. 
La ricerca sulle nanoparticelle è attualmente un'area di intenso interesse scientifico dovuto alla vasta varietà di applicazioni potenziali nei campi della biomedicina, ottica ed elettronica. Negli Stati Uniti, la National Nanotechnology Initiative ha elargito un generoso finanziamento pubblico per la ricerca sulle nanoparticelle.

## Storia
Sebbene le nanoparticelle siano in genere considerate un'invenzione moderna, in effetti esse hanno una storia piuttosto lunga. Le nanoparticelle - delle cui proprietà peraltro non si era perfettamente consapevoli, non nel senso moderno - erano utilizzate dagli artigiani già nel IX secolo in Mesopotamia per generare un effetto scintillante sulla superficie del vasellame.
La ceramica medievale e rinascimentale spesso conserva un caratteristico scintillio metallico color oro o rame. Questo fenomeno è causato da una pellicola metallica applicata sulla superficie trasparente di una vetrinatura (tecnica del lustro). Il lustro può essere ancora visibile se la pellicola ha resistito all'ossidazione e altri degradi atmosferici.
Il lustro scaturiva dalla pellicola stessa, contenente nanoparticelle di argento e rame disperse in modo omogeneo nella matrice vetrosa della superficie di ceramica. Queste nanoparticelle erano create dagli artigiani mescolando sali di rame e argento con ossidi, con l'aggiunta di aceto, ocra e argilla, sulla superficie della ceramica precedentemente smaltata. L'oggetto era poi posto in un forno e riscaldato alla temperatura di circa 600 °C in un ambiente di ossido-riduzione.
Con il calore lo strato di vernice si assottigliava, provocando la migrazione degli ioni di rame e argento verso gli strati esterni della superficie, il cui ambiente di ossido-riduzione riduceva gli ioni di nuovo in metalli che insieme formavano le nanoparticelle che davano l'effetto ottico e il colore.
La tecnica del lustro dimostra che gli antichi artigiani possedevano una conoscenza empirica piuttosto sofisticata dei materiali. La tecnica era originaria del mondo islamico. Dato che i musulmani non permettevano l'utilizzo di oro nelle raffigurazioni artistiche, s'era trovato il modo di ricrearne gli effetti senza usarlo, appunto la tecnica del lustro.
Michael Faraday, nel suo saggio del 1857, fornì la prima descrizione scientifica delle proprietà ottiche dei metalli su scala-nanometrica. In un successivo studio, Turner pose in rilievo che: "è bene sapere che quando foglie sottili di oro o argento sono stese sopra il vetro e riscaldate a una temperatura ben al di sotto del calor rosso (~500 °C), ha luogo un notevole mutamento delle proprietà, per cui la continuità della pellicola metallica è distrutta. Il risultato è che la luce bianca è adesso liberamente trasmessa, la riflessione è allo stesso tempo diminuita, mentre la resistività elettrica aumenta enormemente".

## Uniformità
Il processo chimico e la sintesi dei componenti tecnologici ad alto rendimento per settori privati, industriali e militari richiede l'uso di ceramica molto pura, polimeri, vetroceramica e materiali compositi. In corpi condensati formati da polveri sottili, le dimensioni e le forme della particella di una polvere tipica spesso conducono a morfologie di "impacchettamento" (packing) non-uniforme facendo variare la densità nell'agglomerato di polvere.
L'agglomerazione incontrollata di polveri dovuta alle forze attrattive di Van der Waals possono anche portare a un innalzamento nelle disomogeneità microstrutturali. Tensioni differenziali che si sviluppano, come risultato di una contrazione dovuta all'essiccamento non-uniforme, sono direttamente relazionate al tasso in cui il solvente può essere rimosso, e in tal modo fortemente dipendente dalla distribuzione della porosità. Tali tensioni sono associate ad una transizione da plastico-a-friabile in corpi solidificati, e possono far propagare fratture nei corpi raffreddati se non vengono mitigate. 

Inoltre, ogni fluttuazione nella densità dell'imballaggio (packing) nell'agglomerato così come viene preparato per il forno è spesso amplificata durante il processo di sinterizzazione, ottenendo un addensamento disomogeneo.  È stato dimostrato che alcuni pori e altri difetti strutturali associati alle variazioni di densità giochino un ruolo pregiudizievole nel processo di sinterizzazione accrescendo e perciò limitando le densità finale. Tensioni differenziali che sorgono dall'addensamento disomogeneo si dimostrano essere anche il risultato della propagazione di fratture interne, diventando così la forza che controlla le fessure.

Sarebbe perciò desiderabile processare un materiale in modo tale che esso sia fisicamente uniforme in relazione alla distribuzione dei componenti e della porosità, piuttosto che usare la distribuzione delle dimensioni delle particelle che ne eleveranno al massimo grado la densità verde. Il contenimento di un insieme disperso in modo uniforme di particelle fortemente interattive in sospensione richiede il totale controllo delle forze inter-particelle. Le particelle monodisperse e i colloidi forniscono questa potenzialità.
Le polveri monodisperse di silice colloidale, per esempio, possono dunque essere sufficientemente stabilizzate onde assicurare un alto grado di ordine nel cristallo colloidale o solido colloidale policristallino che risulta dall'aggregazione. Il grado di aggregazione sembra essere limitato dal tempo e dallo spazio concesso per correlazioni a più lungo raggio da stabilire. Tali imperfette strutture colloidali policristalline sembrano essere gli elementi di base della scienza dei materiali colloidali submicrometrici, e, dunque, sono il primo passo per sviluppare un comprensione più rigorosa dei meccanismi coinvolti nell'evoluzione microstrutturale nei materiali ad alto rendimento e componenti.

## Proprietà

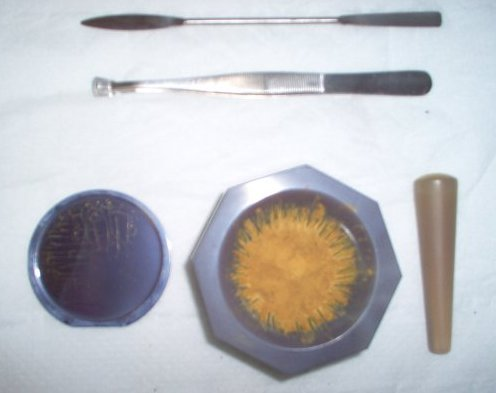
Nanopolvere di silicio

Le nanoparticelle sono di grande interesse scientifico dato che sono in effetti un ponte tra materiali grossolani e le strutture atomiche o molecolari. Il materiale di grandi dimensioni avrebbe proprietà fisiche costanti rispetto alla sua dimensione, ma sono spesso osservate le proprietà dipendenti dalla dimensione su scala del nanometro. Le proprietà dei materiali mutano non appena si avvicinano alla scala nanometrica quando la percentuale di atomi della superficie del materiale diventa significante.
Per i materiali di dimensioni più grandi di un micrometro (o micron), la percentuale di atomi a livello superficiale è insignificante in rapporto al numero di atomi compresi nella massa complessiva del materiale. Le interessanti e talvolta inaspettate proprietà delle nanoparticelle sono tuttavia dovute più che altro alla grande area di superficie del materiale, che prevale sui contributi apportati dalla piccola massa del materiale.
Un eccellente esempio di ciò è l'assorbimento della radiazione solare da parte delle cellule fotovoltaiche, molto più alta nei materiali composti di nanoparticelle rispetto agli strati sottili che costituiscono i pezzi continui di materiale. In questo caso, le particelle più sono piccole, più grande è l'assorbimento solare.
Altri mutamenti di proprietà dipendenti dalla dimensione includono il confinamento quantico nelle particelle dei semiconduttori, la risonanza plasmonica di superficie in alcune particelle metalliche e nel superparamagnetismo in materiali magnetici. Ironicamente, i mutamenti nelle proprietà fisiche non sono sempre desiderabili. Materiali ferroelettrici più piccoli di 10 nm possono mutare la loro direzione di magnetizzazione utilizzando energia termica a temperatura ambiente, rendendoli perciò inadatti per l'immagazzinamento dati.
La sospensione di nanoparticelle è possibile poiché l'interazione della sua superficie con il solvente è abbastanza forte da superare la differenza di densità, che diversamente risulta di solito in un materiale che affonda o galleggi in un liquido. Le nanoparticelle possiedono spesso anche inaspettate proprietà ottiche poiché esse sono abbastanza piccole da confinare i loro elettroni producendo effetti quantici. Per esempio le nanoparticelle d'oro in soluzione appaiono di una colorazione che va dal rosso cupo al nero.
Le nanoparticelle hanno un'area di superficie molto ampia in rapporto al volume, fornendo così una tremenda forza trainante per diffusione, specialmente ad elevate temperature. La sinterizzazione può avere luogo a temperature più basse, su scale di tempo più brevi rispetto alle particelle più grandi. Questo teoricamente non intacca la densità del prodotto finale, sebbene le difficoltà del flusso e la tendenza delle nanoparticelle ad agglomerarsi complica la faccenda. L'ampia area di superficie in rapporto al volume riduce anche il punto di fusione incipiente delle nanoparticelle.
Per di più, si è scoperto che le nanoparticelle trasmettono alcune proprietà aggiuntive in diversi prodotti di uso quotidiano. Per esempio la presenza di particelle di diossido di titanio trasmettono ciò che si chiama effetto auto-pulente. Si è scoperto che le particelle di ossido di zinco hanno la proprietà, di gran lunga superiore a masse più grandi, di bloccare i raggi UV. Questa è una delle ragioni perché vengono spesso utilizzate nella preparazione di lozioni per creme solari.
Le nanoparticelle argillose incorporate in matrici di polimeri aumentano la robustezza, rendendo più resistenti i materiali plastici, verificabile tramite una più alta temperatura di transizione vetrosa e con altri test sulle proprietà meccaniche. Queste nanoparticelle sono dure, e trasmettono le loro proprietà al polimero (plastico). Le nanoparticelle vengono anche legate alle fibre tessili in modo da creare capi d'abbigliamento eleganti e funzionali.
Sono state create nanoparticelle metalliche, dielettriche, e semiconduttrici, come pure strutture ibride (vale a dire, nanoparticelle core-shell). Le nanoparticelle costituite da materiale semiconduttore possono anche essere definite punti quantistici se sono abbastanza piccole (in genere al di sotto dei 10 nm) affinché si verifichi la quantizzazione dei livelli di energia dell'elettrone. Tali particelle in nanoscala vengono utilizzate in applicazioni biomedicali come portatori di farmaci (drug carriers) o rilevatori di immagine (imaging agents).
Sono state prodotte particelle semi-solide e leggere. Un prototipo di nanoparticle di natura semi-solida è il liposoma. Vari tipi di particelle liposomiche vengono attualmente utilizzate clinicamente come sistemi per trasportare farmaci anti-cancro e vaccini.

## Sintesi
Ci sono diversi metodi per creare nanoparticelle, incluso l'attrito e la pirolisi. Con l'attrito, le particelle di scala macro o micro sono poste in un mulino a biglie, un mulino a biglie planetario, o altro sistema che ne adotti il meccanismo. Le particelle che ne risultano hanno l'aspetto per poter ottenere nanoparticelle. Con la pirolisi, un precursore vaporoso (liquido o gas) è forzato attraverso un orifizio ad alta pressione e bruciato. Il solido che ne risulta (una specie di fuliggine) ha l'aspetto per poter recuperare particelle di ossido dai gas prodotti. La pirolisi spesso si ottiene in aggregati e agglomerati piuttosto che nelle singole particelle primarie.

### Processi al plasma
Possono essere divisi in molteplici categorie, quelle più usate in campo industriale sono processi al plasma alle microonde e sintesi plasma-spray.
Un plasma termico può anche apportare l'energia necessaria a causare l'evaporazione di particelle della dimensione del micrometro. Le temperature del plasma termico sono dell'ordine di 10.000 K, in modo che la polvere solida evapori facilmente. Le nanoparticelle sono formate nella fase di raffreddamento mentre sussiste lo stato di plasma. I principali tipi di torce a plasma termico usate per produrre nanoparticelle sono getti di plasma dc, plasma ad arco dc e induzioni a radio frequenza (RF). Nelle torce al plasma per induzione a RF, l'energia che si associa al plasma viene realizzata attraverso il campo elettromagnetico generato dalla bobina di induzione. Il gas plasma non viene a contatto con gli elettrodi, in modo da eliminare fonti possibili di contaminazione, permettendo l'operazione di tali torce al plasma con ampi campioni di gas, inclusi quelli inerti, riducenti, ossidanti e altre misture di gas corrosivi.
La frequenza di lavoro è in genere compresa tra i 200 kHz e i 40 MHz. Le unità di laboratorio arrivano a livelli di potenza dell'ordine di 30-50 kW, mentre le unità industriali su larga scala sono state testate a livelli di potenza che arrivano fino a 1 MW. Poiché il tempo di permanenza delle gocce di alimento iniettate nel plasma è molto breve, è importante che le dimensioni della goccia siano abbastanza piccole in modo da ottenere una completa evaporazione. Il metodo del plasma a RF è stato usato per sintetizzare differenti materiali di nanoparticelle, per esempio la sintesi di varie nanoparticelle ceramiche quali ossidi, carburi e nitruri di Ti e Si (vedi tecnologia del plasma a induzione).

### Aerosol
I processi basati su aerosol si utilizzano soprattutto per l’applicazione di rivestimenti. I precursori chimici, spruzzati su una superficie in ambiente riscaldato, formano le nanoparticelle dopo aver subito una pirolisi. Sotto questa famiglia si trovano metodi come la pirolisi a fiamma.

### Condensazione di gas
Il processo di condensazione dei gas è il metodo di produzione di nanoparticelle ceramiche e metalliche più famoso (si utilizza già dagli anni ’30). Le parti principali del sistema di condensazione sono una camera a vuoto collegata a un elemento riscaldante, il materiale che deve essere vaporizzato, una camera di raffreddamento collegata ad un sistema di raccolta delle polveri ed un sistema di pompaggio. Il materiale nella camera a vuoto viene portato ad una temperatura e ad una pressione tali da stabilire un flusso di materia che va a collidere con il gas presente nella camera di raffreddamento formando nanoparticelle di forma sferica. Il fluido di raffreddamento a seconda delle applicazioni può essere reattivo o inerte.
La condensazione di gas inerti viene usata di frequente per formare nanoparticelle da metalli che hanno un basso punto di fusione. Il metallo viene vaporizzato in una camera a vuoto e dunque super-raffreddato con un flusso di gas inerte. Il vapore del metallo super-raffreddato condensa in particelle delle dimensioni dell'ordine del nanometro, il quale può essere sospeso in un flusso di gas inerte e depositato su un substrato o studiato in situ.

### Ablazione laser
Con l’ablazione laser, utilizzando un raggio laser ad alta potenza con un sistema di focalizzazione ottica ed un sistema di alimentazione del target, si possono creare nanoparticelle che possono venir raccolte in un apposito collettore.

### Scarica ad arco
La tecnica si basa sul caricare elettricamente due elettrodi, composti dal metallo che si vuole vaporizzare. Sfruttando il fenomeno dell’arco elettrico si possono vaporizzare piccole quantità metalliche sufficienti a formare nanoparticelle. Spesso si classifica come scarica ad arco anche il processo di ionizzazione a scintilla (spark ionization), anche se i due metodi differiscono leggermente per la durata della scarica: nella scarica ad arco questa è continua, mentre nella ionizzazione a scintilla è momentanea.
Nei reattori di plasma ad arco, l'energia necessaria per l'evaporazione e reazione viene fornita da un arco elettrico formato tra l'anodo e il catodo. Per esempio, la sabbia silicea può essere vaporizzata con un plasma ad arco a pressione atmosferica. Il miscuglio che ne risulta di gas plasma e vapore di silice può essere rapidamente raffreddato tramite ossigeno, assicurando la qualità della silice esalata prodotta.

### Sol-gel
Il processo sol-gel è una tecnica wet-chemical (nota anche come sedimentazione di soluzione chimica) ampiamente usata di recente nei campi della scienza dei materiali e nell'ingegneria ceramica. Tali metodi vengono utilizzati principalmente per la fabbricazione di materiali (in genere un ossido metallico) partendo da una soluzione chimica (sol, sta per soluzione) che agisce come precursore per una rete integrata (o gel) di particelle discrete o polimeri reticolati.

I precursori tipici sono gli alcossidi metallici e cloruri, i quali subiscono idrolisi e reazioni di policondensazione per formare un "solido elastico" reticolato o una sospensione (o dispersione) colloidale – un sistema composto di particelle submicrometriche discrete disperse (spesso amorfe) in vari gradi in un fluido ospite. La formazione di un ossido metallico implica collegamenti di nuclei metallici con legami del tipo osso- (M-O-M) o idrosso- (M-OH-M), generando dunque polimeri osso-metallici o idrosso-metallici in soluzione. Quindi, il sol evolve verso la formazione di un sistema bifasico simil-gel contenente sia una fase liquida che una fase solida le cui morfologie vanno dalle particelle discrete alle reti di polimeri continui.
Nel caso del colloide, la frazione di volume di particelle (o densità della particella) può essere così bassa che può essere necessario rimuovere inizialmente una significativa quantità di fluido affinché le proprietà simil-gel possano essere riconosciute. Ciò può essere realizzato in svariati modi. Il metodo più semplice è dare tempo alla sedimentazione di realizzarsi, e dunque versando il liquido rimanente. La centrifugazione può anche essere utilizzata per accelerare il processo di separazione di fase.
La rimozione della fase rimanente del liquido (solvente) richiede un processo essiccativo, in genere accompagnato da una significativa quantità di contrazione (shrinkage) e addensamento. Il tasso in cui il solvente può essere rimosso viene determinato in definitiva dalla distribuzione di porosità nel gel. L'ultima microstruttura del componente finale sarà chiaramente influenzata in modo deciso dai mutamenti implementati durante questa fase di lavorazione. In seguito, un trattamento termico, o processo di cottura, si rende spesso necessario onde favorire un'ulteriore policondensazione e accrescere le proprietà meccaniche e stabilità strutturale tramite sinterizzazione finale, addensamento e crescita del granulo. Uno dei vantaggi particolari nell'uso di questa metodologia come opposta alle più tradizionali tecniche di trattamento è quell'addensamento spesso portato a termine a una temperatura molto più bassa.
Il sol del precursore può essere depositato su un substrato per formare una pellicola (per esempio tramite rivestimento per immersione o rivestimento per rotazione), fusa dentro un contenitore adatto con forma desiderata (per esempio per ottenere delle ceramiche monolitiche, vetri, fibre, membrane, aerogel), o utilizzato per sintetizzare polveri (per esempio microsfere, nanosfere). L'approccio sol-gel è una tecnica conveniente e a bassa temperatura che permette un eccellente controllo della composizione chimica del prodotto. Anche piccole quantità di dopanti, come coloranti organici e metalli alcalino terrosi rari, possono essere introdotti nel sol e infine uniformemente dispersi nel prodotto finale. Può essere utilizzato nella manifattura e trattamento delle ceramiche come un materiale di investment casting, o come mezzi di produzione di pellicole molto sottili di ossidi metallici per vari scopi. I materiali derivati dal sol-gel hanno diverse applicazioni in ottica, elettronica, energia, spazio, (bio)sensori, medicina (per esempio rilascio di farmaco controllato) e tecnologia di separazione (per esempio cromatografia). 

L'interesse nel trattamento sol-gel può essere fatto risalire agli anni 1880-1890 tramite l'osservazione dell'idrolisi di ortosilicato tetraetile (TEOS, tetraethyl orthosilicate) che in ambiente acido porta alla formazione di SiO2 nella forma di fibre e monoliti. La ricerca del sol-gel crebbe diventando così importante che negli anni '90 vennero pubblicati più di 35.000 documenti riguardanti il processo. 

### Metodo solvotermico
Per questa tecnica si utilizzano solventi ad una temperatura decisamente superiore al loro punto di ebollizione, tenuti in serbatoi sigillati ad alta pressione. Una sottoclasse della sintesi solvotermica ampiamente utilizzata è la sintesi idrotermica, dove si utilizza acqua surriscaldata o in condizioni supercritiche con una soluzione di sali metallici.

### Iniezione a caldo
La sintesi di nanoparticelle denominata iniezione a caldo consiste in un processo batch nel quale i precursori chimici vengono iniettati rapidamente in un reattore riscaldato contenente una miscela di solventi e ligandi.

## Sintesi industriale
La sintesi industriale di nanoparticelle consiste nello scale up dei metodi di sintesi per la loro produzione, che ad oggi vedono impiego per lo più in laboratorio. Generalmente si parla di produzione su larga scala di nanoparticelle per una quantità prodotta a partire dai kg/h in su (in laboratorio si producono quantità come mg/h o g/h).
L’Unione Europea ed altri Stati stanno finanziando la ricerca ed il conseguente impiego industriale delle nanoparticelle, in quanto le loro prestazioni in molti ambiti sono superiori a quelle dei materiali utilizzati tradizionalmente, spesso associate ad una riduzione di costi rispetto al materiale che andrebbero a rimpiazzare.
Tuttavia lo sviluppo è rallentato da una serie di problematiche quali: la presenza maggiore di impurità a larga scala rispetto al laboratorio, l’assenza di una regolamentazione relativa (sicurezza e salute dell’ambiente di lavoro, diritti di proprietà intellettuale, impatto ambientale), la necessità di monitoraggio in situ per il controllo della qualità e la riluttanza dell’industria ad investire in questo ambito in assenza di un ritorno economico sicuro.
I metodi di sintesi industriale si possono suddividere in bottom-up e top-down.

### Metodi Bottom-up
All’interno di questa famiglia si possono classificare le tecniche di sintesi in fase vapore e in fase liquida.
Tra le tecniche in fase vapore si hanno i metodi basati su aerosol, condensazione da gas, ablazione laser, processi al plasma, scarica ad arco.
I metodi basati su aerosol sono metodi comuni, semplici, poco costosi in rapporto al valore del materiale prodotto. La temperatura nella fase di sintesi deve essere sufficientemente alta da permettere la pirolisi dei precursori chimici. Può presentare delle criticità dovute alla perdita della relazione matematica tra temperatura e velocità di crescita delle nanoparticelle. È utilizzato per produrre pigmenti di nerofumo e ossido di titanio per pitture, fibre ottiche e ossido di silicio.
Nel caso della condensazione da gas in campo industriale la temperatura di riscaldamento del materiale deve essere molto più alta del suo punto di fusione ma inferiore al suo punto di ebollizione. È necessario mantenere la pressione del gas elevata a sufficienza da promuovere la formazione delle particelle ma bassa abbastanza per mantenere una forma sferica. Nel caso si utilizzi ossigeno come gas reattivo, bisogna fare attenzione alla rapida ossidazione, che comporterebbe un riscaldamento eccessivo con conseguente sinterizzazione delle particelle. Siccome si hanno collisioni casuali la formazione delle particelle è random e si possono formare degli agglomerati che hanno come conseguenza l’allargamento della distribuzione dimensionale (particle-size distribution). Utilizzando questo metodo possiamo ottenere un gran quantitativo di polveri ceramiche e metalliche in un tempo relativamente breve. Si usa per produrre ad esempio nanoparticelle di ossido di zinco.
Quando si utilizza l’ablazione laser la concentrazione e la distribuzione dimensionale delle particelle dipendono da diversi fattori: il mezzo presente nella camera di ablazione (aria, argon, acqua), il materiale target ed i parametri del laser (lunghezza d’onda, durata della pulsazione, energia, tempo di ripetizione e velocità di scansionamento). Se si esegue la sintesi in argon si ha una quantità di nanoparticelle generate 100 volte maggiore rispetto alla sintesi in aria, che a sua volta genera un quantitativo di materiale 100 volte più grande rispetto alla sintesi in acqua. Se valutiamo la concentrazione delle particelle prodotte in aria questa è dell’ordine di 105 cm-3, mentre se eseguita in argon questa è dell’ordine di 106 cm-3. Inoltre, la concentrazione è un parametro critico del processo, in quanto un’eccessiva concentrazione porta alla formazione di aggregati che peggiorano la qualità del prodotto. Il principale vantaggio consiste nell’utilizzo di metalli ed ossidi metallici come precursori, che permette la produzione di materiali ad alta cristallinità. Questo processo è applicato solo in casi particolari in quanto spesso presenta basse rese ed alti costi operazionali. Ad esempio si utilizza per produrre nanoparticelle di nichel.
Utilizzando la scarica ad arco, operando a temperature estremamente elevate (circa 4000 °C) per tempi estremamente ridotti (decine di millisecondi), la velocità di evaporazione diventa un importante parametro di processo, così come la concentrazione del metallo vaporizzato. Il gas più economico da poter utilizzare è l’azoto, in questo modo l’unico parametro di processo rilevante è la corrente elettrica applicata. Una maggiore corrente elettrica forma particelle più grandi e aumenta la velocità di produzione. Un modo per ottimizzare sia la resa di produzione che le dimensioni delle particelle (anche minori di 100 nm) prevede l’impiego di più coppie di elettrodi in parallelo a fronte di un consumo specifico di elettricità pressoché invariato. Se con un’unità singola siamo in grado di produrre circa 10 g/h, in seguito alla parallelizzazione si arriva a realizzare fino a 100 kg/giorno di materiale. Sebbene con questo metodo si producano quantità relativamente basse, presenta il vantaggio di essere facilmente riproducibile. In alcune applicazioni si riescono ad ottenere processi semplici, efficaci ed affidabili. Inoltre, grazie all’utilizzo della scarica elettrica si elimina la necessità di pericolosi precursori chimici, solventi e stabilizzanti.
Combinando la scarica con un gas reattivo, come l’ossigeno, possiamo creare ossidi metallici. Un esempio di progetto basato sulla scarica ad arco in parallelo è il progetto europeo BUONAPART-E (Better Up-scaling and Optimization of NAnoPARTicle and nanostructure production by means of Electrical discharges).
Per i processi al plasma a microonde, la presenza di cariche elettriche permette un ottimo controllo sulla distribuzione dimensionale, tuttavia non è possibile eliminare la carica dalle particelle create. Inoltre, possiamo raggiungere elevati volumi di produzione mantenendo alta la qualità.
Per quel che riguarda la tecnica plasma-spray grazie alla sua semplicità può essere utilizzata in atmosfera non controllata, con conseguente risparmio economico. Anche in questo caso si possono ottenere elevati volumi di produzione. Tuttavia, a causa della velocità del flusso estremamente alta è difficile raccogliere il prodotto in maniera efficace e sicura e questo limita l’impiego industriale di questo metodo.
Tra le tecniche in fase liquida si hanno i processi sol-gel, hot injection, sonochimici, solvotermici ed idrotermici.
Se si utilizza una tecnica sol-gel i vantaggi sono di poter operare a basse temperature e di avere un metodo versatile, che permette di ottenere ottimi risultati in termini di qualità della forma della nanoparticella. L’utilizzo di alcossidi come precursori per la produzione di ossidi permette un facile controllo in situ. L’unico aspetto negativo è la possibilità di migrazione delle nanoparticelle durante il processo di essiccazione, con conseguente calo della resa.

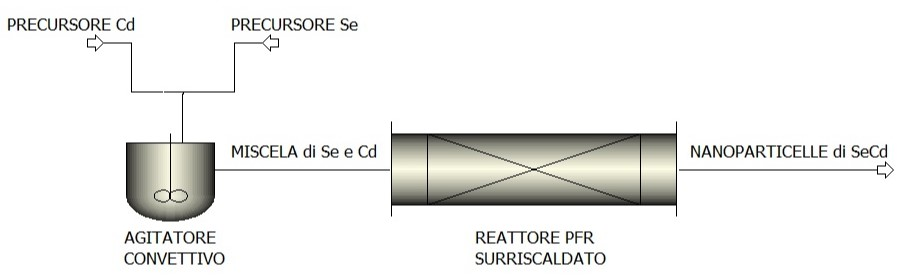
Schema di processo hot injection

L’implementazione industriale della sintesi per hot injection prevede l’utilizzo di un sistema di reattori a flusso allo stato stazionario mantenuti ad alta temperatura (180-320 °C). È inoltre possibile eseguire uno scaling-down dei reattori fino ad arrivare ad un diametro interno pari a 200-300 μm. Due flussi separati contenenti una soluzione di precursori convogliano in una camera di mescolamento prima di raggiungere l’ambiente di reazione. L’ottimizzazione del tempo di residenza è necessaria per avere un mescolamento adeguato e contemporaneamente evitare la formazione di agglomerati. Una volta stabilito il tempo di residenza ottimale si può determinare il volume del mixer e la velocità del flusso. La qualità delle nanoparticelle è strettamente legata alla concentrazione, alla portata volumetrica e alla temperatura: variando tali parametri è possibile modulare la distribuzione dimensionale del prodotto. All’aumentare della temperatura e del tempo di residenza, si ottiene un incremento della resa a fronte di una produzione di nanoparticelle più grandi. Il processo batch utilizzato in laboratorio è caratterizzato da diversi parametri difficili da controllare: velocità di iniezione, temperatura locale, concentrazioni, velocità di mescolamento e velocità di raffreddamento. Il processo continuo industriale permette un miglior controllo dei parametri sopracitati ed una maggiore riproducibilità. Un sistema di reattori a flusso micrometrici ottimizza l’ingegnerizzazione dei parametri critici. Infatti, riduce il consumo di reagenti, garantisce una maggiore uniformità della temperatura ed un miglior controllo dei tempi di residenza nell’ambiente di reazione. La principale difficoltà della scalabilità ad un processo continuo è quella di non avere la possibilità di utilizzare le medesime sostanze chimiche utilizzate nel processo batch in laboratorio. È possibile infatti che uno dei solventi sia solido alla temperatura ambiente, un precursore possa portare alla formazione di gas rendendo impossibile raggiungere alti livelli di riproducibilità dei tempi di residenza e che la decomposizione di una delle sostanze possa causare l’ostruzione dei canali di iniezione. Negli ultimi anni si stanno studiando impianti in continuo per la produzione industriale di quantum dot. Si possono sintetizzare industrialmente quantum dot di CdSe a partire da oleato di cadmio e TOPSe (tri-n-octilfosfina di selenio), come precursori di Cd e Se rispettivamente, in una miscela di solventi a base di squalano, oleilammina e Trioctylphosphine.

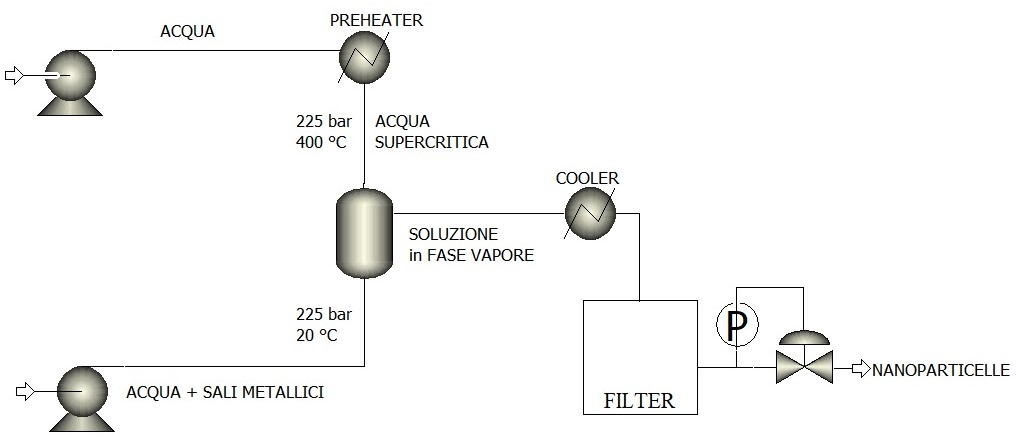
Schema di processo idrotermico

Nel caso delle implementazioni delle tecniche solvotermiche, vengono utilizzati dei solventi organici per disperdere nanocristalli non ossidi e per metastabilizzazioni. Nella maggior parte dei casi vanno implementati ulteriori metodi per la purificazione dei materiali ottenuti quali idrolisi, ossidazione e termolisi. Nella sintesi idrotermica possiamo sviluppare un processo in continuo, nel quale le due correnti di fluido vengono mescolate assieme. È possibile utilizzare un sistema in cui si possono compiere operazioni sia in condizioni sub-critiche (temperatura e pressione superiori rispettivamente a 100 °C e 10 bar), prossime alla criticità ed anche in condizioni supercritiche (da 374 °C e 218 atm in su).
Con questo metodo non si ha il problema della tossicità dei solventi e neppure dell’incapacità di dissolvere sali in soluzione. La sintesi idrotermica, se viene svolta in un reattore ben progettato, è capace di produrre quantità maggiori di 100 t/anno di materiale. È un metodo appropriato sia per la produzione di ossidi cristallini che per la produzione di materiali non ossidi (semiconduttori come GaN).
Tramite sintesi sonochimica si producono materiali particolari grazie alle condizioni di processo (temperatura e pressione locale di almeno 5000 K e 20 MPa, velocità di raffreddamento molto elevata), che facilitano la produzione di nanoparticelle più piccole di quelle degli altri metodi, ed aventi forme differenti. Il principale vantaggio è che un metodo molto economico, in quanto l’unico costo rilevante è rappresentato dal generatore di ultrasuoni.

### Metodi top-down
A questa famiglia appartengono processi meccanici in fase solida, come ad esempio il mulino a biglie (ball milling) e la sintesi meccanochimica.
Attraverso il processo di macinazione meccanica si possono ottenere delle polveri di dimensioni nanometriche.
Questa tecnica prevede la macinazione di una polvere monofasica (con particelle aventi diametro inferiore a 100 nm), in cui vanno bilanciate la frattura e la parziale fusione. Il processo consiste nell’inserire in un contenitore chiuso ermeticamente le polveri che si vogliono macinare, insieme ai corpi macinanti rivestiti in acciaio temprato o in carburo di tungsteno. I continui urti tra le sfere provocano una deformazione plastica che a sua volta causa un aumento della temperatura, passando dalla temperatura ambiente di partenza fino ad una compresa tra 100 e 200 °C, con un conseguente affinamento della struttura interna delle polveri, la cui dimensione finale risulta compresa tra 2-20 nm. I processi meccanici presentano il vantaggio di poter essere riprodotti su scala industriale e, viste le basse temperature di processo, i grani che si formano possono crescere molto lentamente. Questo permette di ottenere materiali avanzati e di ingegnerizzare grani e interfacce per creare bordi di grano particolari. Uno dei maggiori problemi di questa tecnica è la contaminazione provocata dagli oggetti macinanti, in particolare dal ferro se presente nelle biglie o dall’ossigeno presente nell’aria. Un modo per ovviare a questi problemi può essere ridurre il tempo di macinazione e rivestire le sfere macinanti dello stesso materiale che si vuole ridurre. Inoltre, la distribuzione dimensionale finale delle polveri ottenute non è buona quanto quella degli altri metodi visti in precedenza e questo è un tratto comune di tutta la famiglia dei processi meccanici.
Il processo meccanochimico appartiene alla famiglia dei metodi di macinazione meccanica. La macinazione meccanochimica opera allo stesso modo di un reattore chimico a bassa temperatura e favorisce la cinetica di reazione della miscela dei reagenti in polvere. A differenza del processo di macinazione tradizionale, grazie alle reazioni chimiche che avvengono durante la macinazione, si ha un migliore controllo tra l’ambiente di reazione e le polveri macinate. Il materiale da macinare viene di solito posto in appositi macinatoi con un rapporto di massa tra corpi macinanti e polveri di 5:10. Possono essere utilizzati dei gas reattivi (O2, N2 e aria) che favoriscono la reazione durante il processo di macinazione. Metalli come titanio, vanadio, tungsteno, zirconio e ferro reagiscono bene al metodo meccanochimico e possono essere trasformati in nitruri, ossidi metallici e compositi metallo-ceramici nanocristallini. L’industrializzazione del processo di produzione e la conseguente riduzione dei costi, possono essere ottenute usando un precursore ottimale scegliendo tra ossidi, carbonati, solfati, cloruri e fluoruri.

## Colloidi

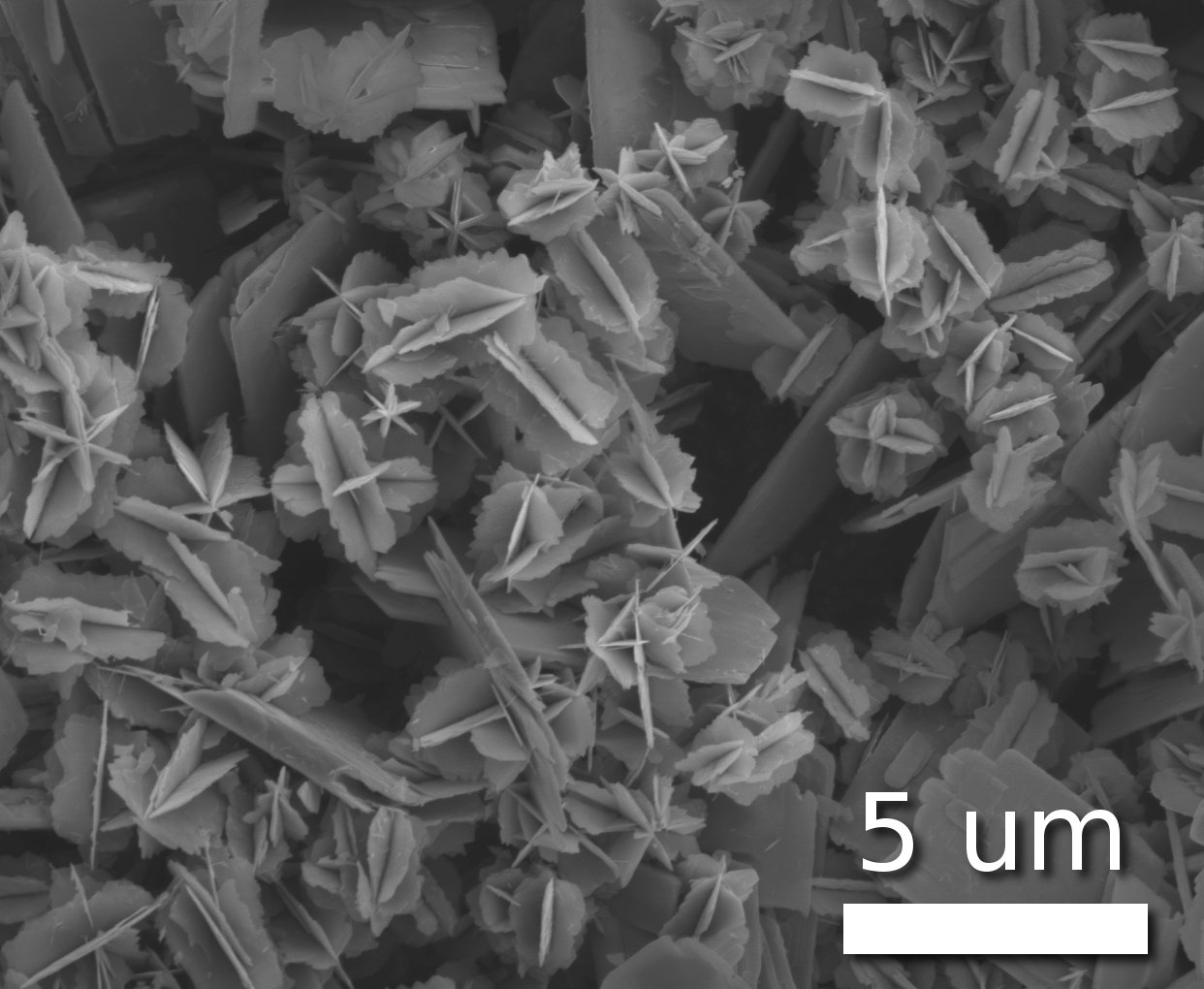
Nanostelle di ossido di vanadio(IV)

Il termine colloide viene utilizzato principalmente per descrivere un vasto campo di miscugli solido-liquidi (e/o liquidi-liquidi), che contengono tutti particelle solide (e/o liquide) dispersi in vari gradi in un mezzo liquido. Il termine è riferito alla dimensione delle singole particelle, le quali sono più grandi delle dimensioni atomiche ma sufficientemente piccole per rivelare il moto browniano. Se le particelle sono abbastanza grandi, allora il loro comportamento dinamico in ogni periodo di tempo in sospensione sarebbe governato da forze di gravità e sedimentazione. Ma se esse sono piccole abbastanza per essere colloidi, allora il moto irregolare in sospensione può essere attribuito al bombardamento collettivo di una miriade di molecole agitate termicamente nel mezzo di sospensione liquido, come descritto inizialmente da Albert Einstein nella sua dissertazione. Einstein dimostrò l'esistenza di molecole d'acqua per concludere che il comportamento di particelle erranti potrebbe adeguatamente essere descritto usando la teoria del moto browniano, essendo la sedimentazione un risultato possibile a lungo termine. Questo campo di dimensione critica (o diametro di particella) in genere varia da nanometri (10−9 m) a micrometri (10−6 m).

## Nanoparticelle core-shell
Sono Strutture a strati con un nucleo interno ed un guscio esterno composto da componenti diversi; vengono definite core-shell anche strutture in cui si hanno confini distinti tra i materiali costituenti ed in cui il materiale interno è parzialmente o completamente incapsulato dal materiale esterno. In generale, le nanostrutture core-shell vengono classificate in base alla loro composizione e oltre a combinare le singole funzionalità sinergiche del nucleo e del guscio offrono anche nuove proprietà che derivano dall’interazione dei due. L’utilizzo di sistemi core-shell permette di regolare le proprietà ottiche, elettroniche e di adsorbimento grazie alla loro natura bifunzionale e quindi possono contribuire a migliorare l’efficienza della conversione fotocatalitica sotto vari aspetti:

## Morfologia
Gli scienziati hanno preso l'abitudine a nominare le loro particelle secondo le forme del mondo reale che potrebbero raffigurare. Le nanosfere, nanoreefs, nanoboxes e molte altre apparse nella letteratura. Queste morfologie talvolta sorgono spontaneamente come un effetto di un agente temporaneo o diretto presente nella sintesi come emulsioni o pori di allumina anodizzati, o da innati modelli di crescita cristallografica dei materiali stessi. Alcune di queste morfologie possono servire a uno scopo, come i lunghi nanotubi di carbonio utilizzati per legare una giunzione elettrica, o rappresentare solo una curiosità scientifica come le stelle mostrate a destra.
Parlando in generale, le particelle amorfe adotteranno una forma sferica (dovuta alla loro isotropia microstrutturale), dal momento che i whiskers microcristallini anisotropici adotteranno la forma geometrica corrispondente alla loro particolare costituzione di cristallo. Al limite del piccolo del campo di grandezza, le nanoparticelle sono spesso riferite come cluster. Sfere, bastoni, fibre, e tazze sono solo alcune delle forme che sono state elaborate. lo studio delle particelle sottili è chiamato micromeritica.

## Caratterizzazione
La caratterizzazione della nanoparticella è necessaria per stabilire la comprensione e il controllo di sintesi della nanoparticella e applicazioni. La caratterizzazione è fatta usando una varietà di tecniche differenti, principalmente prese dalla scienza dei materiali. Le tecniche comuni sono:
1. microscopio elettronico (TEM,SEM)
2. microscopio a forza atomica (AFM, Atomic Force Microscopy)
3. diffusione dinamica della luce (DLS, Dynamic Light Scattering)
4. spettroscopia fotoelettronica a raggi X (XPS, X-ray Photoelectron Spectroscopy)
5. diffrazione a raggi x della polvere (XRD, powder X-ray Diffraction)
6. spettroscopia in trasformata di Fourier all'infrarosso (FTIR, Fourier Transform Infrared Spectroscopy),
7. desorbimento/ionizzazione laser assistito da matrice (MALDI, matrix-assisted laser desorption) - spettrometria di massa a tempo di volo - (TOF, Time-Of-flight mass spectrometry)
8. Spettroscopia ultravioletta/visibile,
9. interferometria a doppia polarizzazione
10. risonanza magnetica nucleare (NMR, Nuclear Magnetic Resonance).

Mentre la teoria fu nota per oltre un secolo (vedi Robert Brown), la tecnologia che permette l'analisi per il monitoraggio delle nanoparticelle (NTA, Nanoparticle Tracking Analysis) consente il rilevamento diretto del moto browniano e questo metodo dunque permette il controllo di singole nanoparticelle in soluzione.

## Sicurezza
Le nanoparticelle presentano possibili pericoli, sia in senso medico che ambientale, la maggior parte dei quali sono dovuti alla grande superficie in rapporto al volume, che può rendere le particelle molto reattive o catalitiche. Esse sono anche capaci di passare attraverso le membrane cellulari degli organismi, e le loro interazioni con i sistemi biologici non sono del tutto conosciute. Studi preclinici hanno dimostrano che nanoparticelle inorganiche, se opportunamente composte, sono capaci di evadere dall'organismo in tempi brevi sia dopo inalazione che dopo somministrazione venosa. Tuttavia le particelle libere nell'ambiente tendono rapidamente ad agglomerarsi, lasciando così il regime nanometrico, e la natura stessa presenta molte nanoparticelle i cui organismi sulla terra possono avere evoluto un'immunità (come i particolati di sale dall'oceano l'aerosol, il terpene dalle piante, o le eruzioni di polveri vulcaniche). Un'analisi più completa è fornita nell'articolo dedicato alla nanotecnologia.
Secondo il San Francisco Chronicle, "gli studi sugli animali hanno mostrato che alcune nanoparticelle possono penetrare le cellule e i tessuti, muoversi attraverso il corpo e il cervello e causare danno biochimico, e che possono essere un fattore di rischio negli uomini favorendo l'insorgere del cancro al testicolo. Ma se cosmetici e creme solari contenenti nanomateriali possano mettere a rischio la salute rimane una questione aperta, restando insufficienti gli studi a lungo raggio recentemente iniziati dalla FDA ed altre agenzie."
Sperimentando su topi da laboratorio, si è scoperto che le nanoparticelle del diesel riescano a danneggiare il loro sistema cardiovascolare